# 青森県道109号弘前平賀線
青森県道109号弘前平賀線（あおもりけんどう109ごう ひろさきひらかせん）は、青森県弘前市から平川市に至る一般県道である。

## 概要
弘前市富田3丁目で青森県道127号石川土手町線から分岐し、平川市中心部の本町に至る。
弘前市豊田3丁目から同市新里までの区間のバイパスは、国道102号と重複する。

### 路線データ
- 起点：弘前市[1]
- 終点：平川市[1]（南津軽郡平賀町大字本町字平野=現平川市本町字平野[2]）

## 歴史
当初、起点は松森町の丁字路部分であったが、1996年（平成8年）より現在地までの延長整備を開始。2006年（平成18年）9月から松森町 - 御幸町間の287メートルを暫定二車線で供用開始。2008年（平成20年）3月31日に現在地までの区間665メートルが全面開通した。
弘前市新里から南津軽郡平賀町（現:平川市）大光寺の区間のバイパスは、2000年11月11日に開通した。
- 1961年（昭和36年）2月10日 - 県道に認定される[1]。

## 路線状況

### 重複区間
- 青森県道128号松木平撫牛子停車場線（弘前市豊田 - 弘前市高田）
- 国道102号（弘前市高田 - 弘前市新里）

## 地理

### 交差する道路
- 青森県道127号石川土手町線（弘前市、起点）
- 青森県道260号石川百田線（弘前市松森町）
- 青森県道128号松木平撫牛子停車場線（弘前市豊田）
- 国道7号・国道102号（弘前市高田、運動公園入口交差点）
- 青森県道128号松木平撫牛子停車場線（弘前市高田）
- 国道102号（弘前市新里）
- 青森県道41号弘前環状線（平川市松崎亀井）
- 青森県道13号大鰐浪岡線旧道（平川市本町、終点）

### 沿線の施設など
- 国立大学法人弘前大学
- 国立病院機構弘前病院
- Uマート弘大前店
- 弘前品川町郵便局
- 弘前市運動公園
- サンワドー弘前城東店
- 平川市立松崎小学校
- 本町郵便局
- 平川市立小和森小学校
- 平賀文化ホール